# Aeroportul Paramillo
Aeroportul Paramillo (IATA: SCI, ICAO: SVPM) este un aeroport din San Cristóbal, Venezuela, Municipio San Cristóbal⁠(d), Táchira, Venezuela ce deservește zona San Cristóbal, Venezuela.
Situat la o altitudine de 1.010 m, aeroportul dispune de o singură pistă.